# Cienegas Terrace
Cienegas Terrace é uma Região censo-designada localizada no estado norte-americano de Texas, no Condado de Val Verde.

## Demografia
Segundo o censo norte-americano de 2000, a sua população era de 2878 habitantes.

## Geografia
De acordo com o United States Census Bureau tem uma área de
8,4 km², dos quais 8,3 km² cobertos por terra e 0,1 km² cobertos por água.

## Localidades na vizinhança
O diagrama seguinte representa as localidades num raio de 28 km ao redor de Cienegas Terrace.